# 荆州城墙

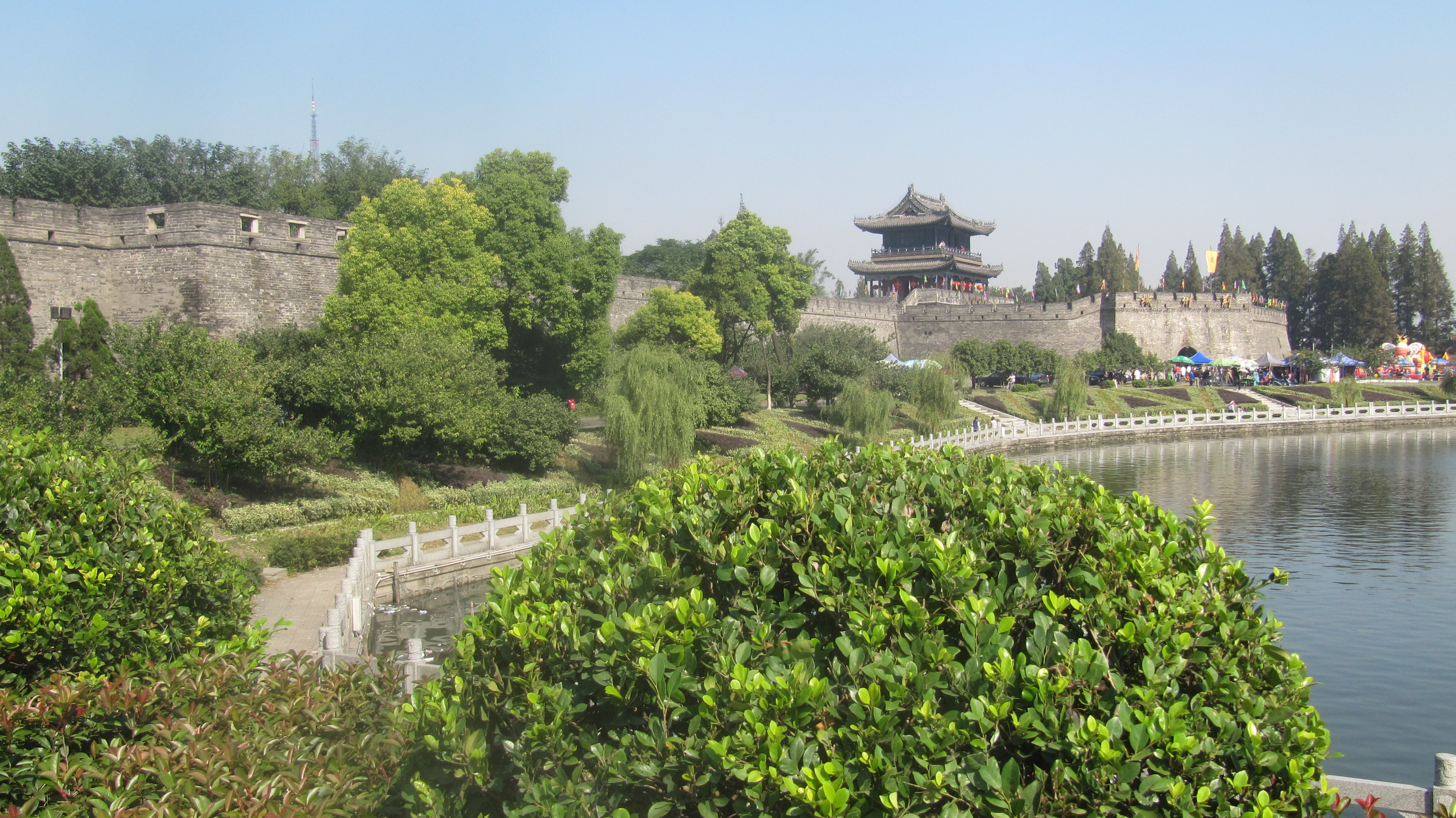
荆州城墙东门

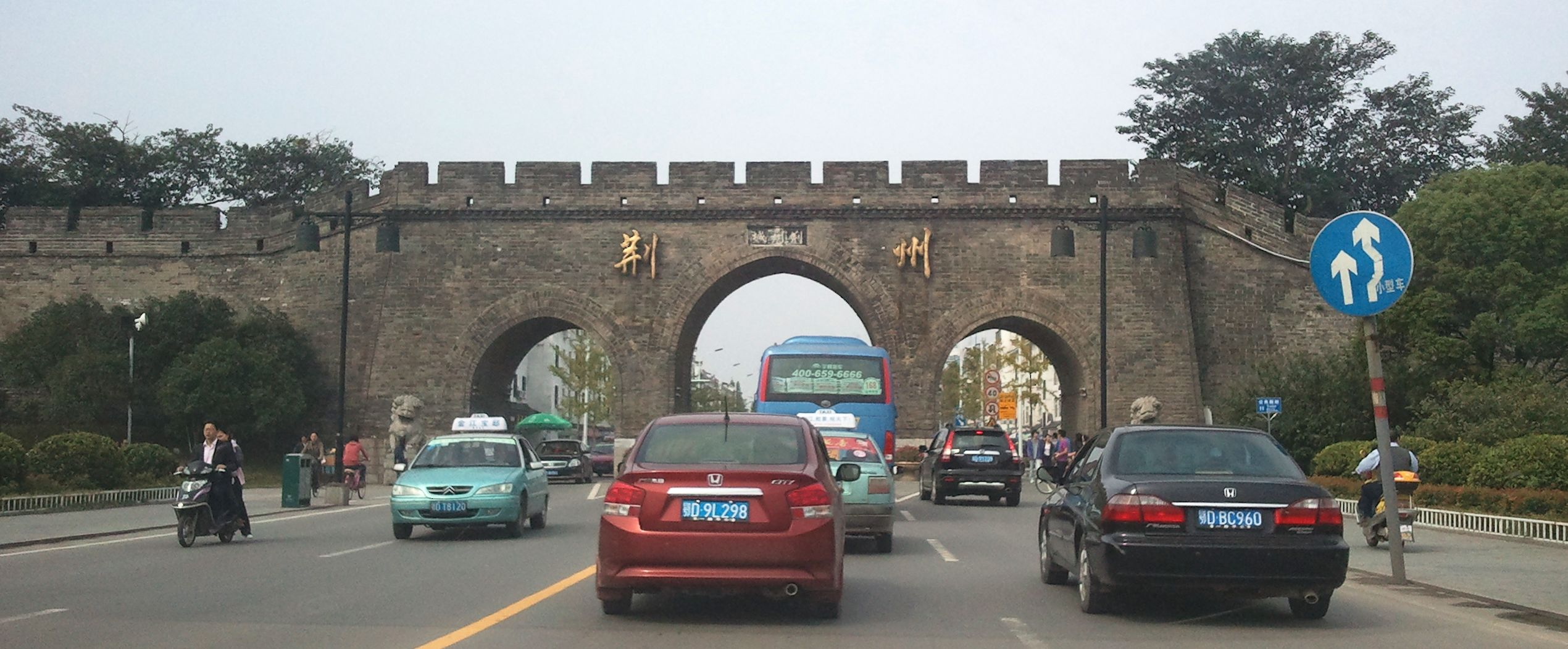
荆州城墙新东门

荆州城墙位于中国湖北省荆州市荆州区的荆州古城，1996年被列为全国重点文物保护单位。荆州古城墙与城北的楚纪南故城和城西的八岭山古墓群是荆州古城的三大组成部分。
荆州城墙是中国现存的四座保存最为完整的古城墙之一，其余三座分别为山西平遥城墙、陕西西安城墙和辽宁兴城城墙，也是保存最为完好的南方城墙。与其它几座古城墙相比，荆州古城墙的特点是规模较大，保存相对完整，被誉为中国南方“不可多得的完璧”。考古发现证实，荆州城墙是中国现存延续时间最长、跨越朝代最多、由土城演变为砖城的唯一古城墙。
荆州城墙最早可追溯至西汉景帝时修筑的土城，其后关羽、吴太守朱然，东晋桓温、梁元帝、南平王高季兴等都曾进行修葺。北宋末年城毁。南宋淳熙年间（1186年）重修，长10.5km。元代初年（1276年）忽必烈下令拆除。元末明初朱元璋派员重建荆州城。明末（1643年）张献忠将城墙拆毁多半。现存于世的是清顺治三年（1646年）重建的城垣，并重新命名城门：东为寅宾门，东南为公安门，西为安澜门，南为南纪门，大北门为拱极门，小北门为远安门。1970年后又新开3座三孔城门。整座城呈不规则的长方形，东西长3.75千米，南北宽1.2千米，城内面积4.50平方千米，周长11.821千米。城墙高8.83米，顶面宽3～5米，厚10米左右。有城垛4567个，炮台26个，通往城外下水道6条。
2007年荆州城墙与南京城墙、西安城墙和辽宁兴城城墙等一同列入中国申报世界遗产的预备名单。

## 文物保护情况
1956年11月15日，以“荆州城”的名义被湖北省人民委员会列为第一批湖北省文物保护单位；1996年11月20日，以“荆州城墙”的名义被中华人民共和国国务院列为第四批全国重点文物保护单位。
其作为文物的保护范围为：城墙内50米、城墙外200米范围以内为重点保护区，城墙外200米至600米范围为一般保护区。